# Józefa Joteyko
Józefa Franciszka Joteyko (ur. 29 stycznia 1866 w Poczujkach koło Kijowa, zm. 24 kwietnia 1928 w Warszawie) – polska psycholog, pedagog, fizjolog, współorganizatorka pedagogiki specjalnej (z Marią Grzegorzewską) w Warszawie.
Była przewodniczącą belgijskiego Towarzystwa Neurologicznego oraz wielokrotną laureatką paryskiej Akademii Nauk.

## Życiorys
Pochodziła z litewskiej rodziny szlacheckiej. Jej rodzice – zamożni ziemianie – wydzierżawili w roku 1871 majątek, a w roku 1873 przenieśli się do Warszawy na stałe. Miała brata – Tadeusza Joteykę (1872–1932), polskiego kompozytora.

### Edukacja i studia naukowe

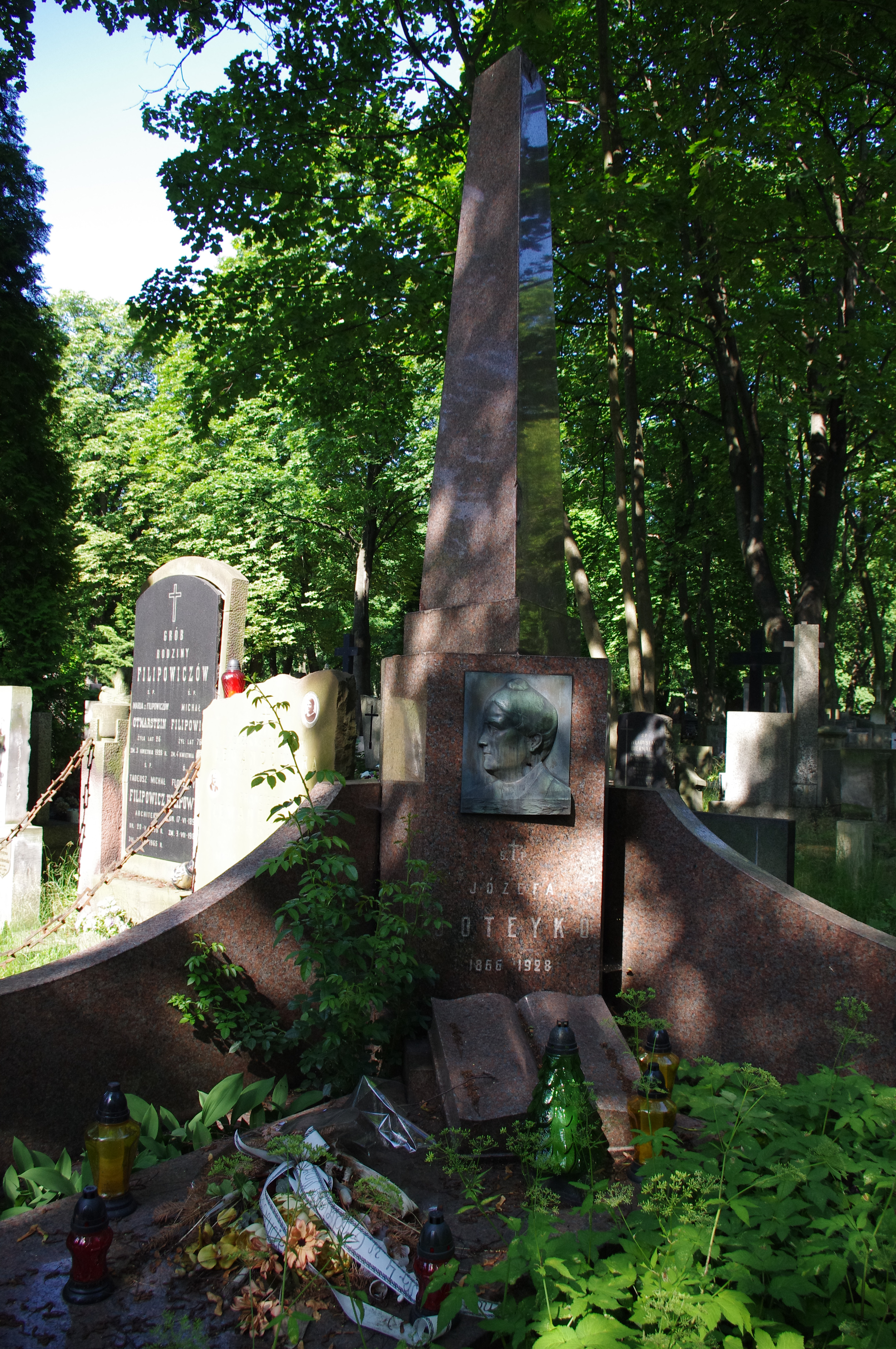
Grób pedagog i psycholog Józefy Joteyko na Starych Powązkach w Warszawie

Uczyła się początkowo w domu, od 1876 na pensji Sierakowskiej, zaś od 1877 na zorganizowanych prywatnie przez rodziców kompletach.
W roku 1884 Joteyko skończyła szkołę średnią – chcąc kontynuować naukę, zdecydowała się na wyjazd do Genewy. W 1886 roku rozpoczęła studia tamże, by w 1888 roku uzyskać bakalaureat (licencjat) z zakresu nauk fizycznych i przyrodniczych. Na krótko wróciła do zamieszkiwanej przez rodziców Warszawy, by ponownie wyjechać do Brukseli. Kolejnym miejscem studiów wyższych był Wydział Lekarski w Brukseli (od września 1889), a następnie w Paryżu, gdzie w 1896 obroniła pracę doktorską na wydziale medycznym i uzyskała dyplom doktora wszechnauk lekarskich. W 1926 roku przedstawiła pracę habilitacyjną recenzentom na Uniwersytecie Warszawskim, która została obroniona w 1927 roku.

### Praca naukowa
W 1898 roku Joteyko zdecydowała się na powrót do Brukseli, by pracować tam nad problemami fizjologii (w Instytucie Fizjologicznym w Solvaya, jako asystentka). W latach 1898–1903 była pracownikiem laboratorium psychofizycznego na uniwersytecie brukselskim, gdzie prowadziła zajęcia z psychologii eksperymentalnej. Joteyko zajmowała się tam w szczególności fizjologią pracy, wraz z Ch. Henrym ogłosiła ona równanie krzywej ergograficznej, na podstawie której sformułowała prawo mówiące, że liczby wyrażające stopień zmęczenia rosną w postępie geometrycznym, a liczby odnoszące się do czasu trwania pracy tworzą ciąg arytmetyczny. Sformułowała również inne prawa fizjologiczne dotyczące zmęczenia. Zdefiniowała ona tzw. prawo rozporządzalnego minimum Joteyko, które mówi o tym, że nawet mięśnie silnie zmęczone zachowują pewną resztę siły, która nie może już ulec wyczerpaniu. Od 1902 r. pracowała jako fizjolog w Laboratorium Energetycznym Solvaya.  W roku 1909 była wybrana jako jedyna kobieta do komitetu organizacyjnego szóstego Międzynarodowego Kongresu Psychologii Fizjologicznej organizowanego w Genewie.

### Praca dydaktyczna
W latach 1906–1914 była wykładowcą psychologii pedagogicznej w seminarium nauczycielskim w Mons oraz Charleroi.
W 1916 była wykładowcą pedologii i psychologii eksperymentalnej na Sorbonie, gdzie przyjęto ją w poczet wykładowców paryskiego Collège de France.
W 1918 roku została wykładowcą pedologii i psychologii eksperymentalnej na uniwersytecie w Lyonie.
Od 1926 wykładała psychologię pedagogiczną i pedagogikę eksperymentalną w Wolnej Wszechnicy Polskiej w Warszawie.

### Praca społeczna
Po wybuchu I wojny światowej przeniosła się do Francji, gdzie początkowo skupiała się nad zebranymi materiałami empirycznymi do pracy społecznej. Poznała tam studentkę Marię Grzegorzewską. W 1918 roku wraz z Marią Grzegorzewską zapoczątkowała ruch, tj. Polską Ligę Nauczania.
Współpracowała z wieloma pismami i wydawnictwami naukowymi.

### Praca naukowa w Rzeczypospolitej Polskiej
W roku 1919 wróciła do Warszawy, ale odmówiono jej katedry psychologii na Uniwersytecie Warszawskim, zamiast tego objęła Katedrę Psychologii Ogólnej i Pedagogicznej w Państwowym Instytucie Pedagogicznym w Warszawie. Założyła pierwszy polski periodyk psychologiczny „Polskie Archiwum Psychologii” w Warszawie.
W 1922 została wiceprzewodniczącą Komisji Pedagogicznej Ministerstwa Wyznań Religijnych i Oświecenia Publicznego. W 1927 została członkiem Komisji Opiniodawczej przy prezesie Komitetu Ekonomicznego Ministrów, a od 1928 członkiem Rady Ochrony Pracy przy Ministerstwie Pracy i Opieki Społecznej.
W życiu osobistym związana z partnerką Michaliną Stefanowską, z którą przez wiele lat mieszkała w Paryżu i Brukseli. Spoczywa na cmentarzu Powązkowskim w Warszawie (kwatera 113-6-9/10).

## Zainteresowania naukowe
Z upływem pracy naukowej jej zainteresowania naukowe zmieniały się stopniowo z fizjologii przez psychologię aż do pedagogiki pracy. Od 1912 roku zainteresowania Józefy Joteyko skupiały się głównie na problematyce organizacji pracy, m.in.: psychofizjologiczne aspekty organizacja pracy, tj. równanie krzywej ergograficznej; prawa fizjologiczne dotyczące zmęczenia; prawo ekonomii wysiłku; testy zręczności mięśniowej.

### Publikacje
Była encyklopedystką oraz członkiem komitetu redakcyjnego „Encyklopedii Wychowawczej” . Dorobek naukowy dr hab. J.F. Joteyko liczy ogólnie 262 prace drukowane i wiele innych prac w rękopisie (nie opublikowanych), niektóre z nich:
- 1896 – La fatigue et la respiration élémentaire du muscle „Travaux du laboratoire de Physiologie”, vol. IV
- 1898 – J. Dallemagne: Człowiek zwyrodniały; przełożyła: J. Joteyko  Warszawa
- 1900 – Znużenie jako środek obrony ustroju (wersja francuska i polska) IX Kongres Lekarzy i Przyrodników, Kraków
- 1902 – Siedlisko znużenia, „Przegląd Lekarski” Kraków
- 1904  – Asymetria czuciowa a ośrodki dla bólu współautor: M. Stefanowska „Przegląd Filozoficzny” Warszawa
- 1909 – La mesure de la fatigue professionelle, „Revue Psychologique”, II
- 1909 – Psycho-physiologie de la Douleur współautor: M. Stefanowska, F. Alcan, Paryż
- 1910 – La surmenage scolaire „Revue Psychologique”, III
- 1910 – Tableau synoptique des signes de la fatigue intellectuelles, Misch et Thorn, Bruksela
- 1917 – La science du travail et son organization, F. Alcan, Paryż („Nauka o pracy i jej organizacji”  wydana w 1917 r., w której dokonała dokładnej analizy i poddała krytyce system Taylora Frederick Winslow Taylor zarzucała mu brak  czynników natury ludzkiej jak: zmęczenie, niezależność)[5].
- 1918 – Le facteur psycho-physiologique dans le travail industriel, „Bulletin de l’Institut Général Psychologique” (Paryż) nr 4-6
- 1920 – Wiedza a intuicja w wychowaniu, „Przegląd Pedagogiczny”, styczeń-luty
- 1920 – La Fatigue (Biblioteka Filozofii Naukowej pod red. G. Le Bon) E. Flammarion, Paryż
- 1921 – La productivité et la durée du travail, „Revue de l’Institut de Sociologie”, vol. I, nr 1
- 1922 – O metodzie eksperymentalnej w pedagogice, „Przegląd Pedagogiczny”, z. 1
- 1922 – Metody i zakres nauczania powszechnego w Belgii (współautor: M. Grzegorzewska) Wydawnictwo M. Arcta, Warszawa
- 1922 – Poziom inteligencji uczniów gimnazjum niższego. Badania eksperymentalne, Książnica Polska, Lwów-Warszawa
- 1923 – Antropometria w szkole, „Rocznik Pedagogiczny”, I
- 1924 – Metoda testów umysłowych i jej wartość naukowa, Książnica-Atlas,Lwów-Warszawa (której opisała wiele metod testowych, między innymi test zręczności mięśniowej. Zgodnie z tym testem na zręczność składają się takie czynniki jak: szybkość, dokładność i precyzja, pewność ruchu oraz rytm)[6].
- 1926 – Jedność szkolnictwa ze stanowiska psychologii i potrzeb społecznych, „Polskie Archiwum Psychologii”, nr 1 i 2
- 1927 – Postulaty szkoły twórczej na prawach struktur psychicznych, „Polskie Archiwum Psychologii”, nr 3
- 1927 – Losy naszej młodzieży a reforma ustroju szkolnictwa, „Polskie Archiwum Psychologii”, nr 4
- 1928 – Wybór zawodu jako problemat psychofizyczny, „Rocznik Pedagogiczny”, t. III
- 1932 – Znużenie, tłum. Jan Falkowski, pod red. Fr. Czubalskiego, Książnica-Atlas, Warszawa